# Víctor Gaviria
Víctor Manuel Gaviria González (Medellín, Antioquia, 19 de gener de 1955) és un director de cinema, guionista, poeta i escriptor colombià. Psicòleg i Doctor Honoris causa en Comunicacions de la Universitat d'Antioquía, és un dels cineastes colombians més reconeguts internacionalment. Els seus tres llargmetratges han guanyat nombrosos premis internacionals, i fins i tot dos d'ells van ser part de la selecció oficial del Festival de Canes. En la seva obra, Gaviria és reconegut per reflectir la realitat social del seu país.

## Biografia
Víctor Gaviria va néixer a Medellín en 1955 i es va criar a Medellín; s'ha exercit com a director, guionista, poeta i escriptor. Els seus llargmetratges han guanyat nombrosos premis internacionals i han estat seleccionats en alguns dels festivals més importants del món com el Festival de Canes i el Festival Internacional de Cinema de Sant Sebastià, entre d'altres. Gaviria va estudiar psicologia en la Universitat d'Antioquia perquè “volia palpar l'ànima de les paraules”; va fer poemes i va publicar Con los que viajo sueño (1978). Va guanyar el Concurs Nacional de poesia Eduardo Cote Lamus (1978) amb Alguien en la ciudad también perplejo. Als 25 anys guanya el Premi Nacional de Poesia de la Universitat de Antioquia amb La luna y la ducha fría (1979). Va buscar altres gèneres per a plantejar-se els mateixos interrogants sobre la metafísica quotidiana, i en la Crónica, el relato poético, escriu El campo al fin de cuentas no es tan verde (1983). Y I en 1986 reuneix part de la seva poesia, assajos i guions en el llibre antològic El pulso del cartógrafo, després vindria El rey de los espantos (1993) i altres llibres de poesia combinats amb guions i pel·lícules.
En 1979, amb el curtmetratge Buscando tréboles, va guanyar el concurs de cinema super 8 del Subterráneo i el Premi Búho de Colcultura. Al següent any torna a guanyar el premi de cinema de Colcutura amb La lupa del fin del mundo. Des de 1979 fins a 1985, va realitzar cada any un curt, o llargmetratge. Així van venir estrenes com Sueño sobre un mantel vacío (1981), El vagón rojo (1982), Los habitantes de la noche (1983), premi India Catalina de XXV Festival Internacional de Cinema de Cartagena de Indias; Primavera sobre José Asunción Silva (1983), La vieja guardia (1984), Que pase el aserrador (1985), El tren de las niñas (1985), Los músicos (1986).
El 1986 amb la pel·lícula Rodrigo D, No futuro (1990), va rebre el premi Guió de Focine i va ser convidat a la Secció Oficial del Festival de Cinema de Cannes; després escriu un documental, Historias de Aranjuez; més endavant realitzaria Simón el mago (1992), i La vendedora de rosas (1996-1998), una de les pel·lícules més premiades del cinema colombià i amb la qual va participar de nou en la Secció Oficial del Festival de Cinema de Cannes. Va obtenir també reconeixements com a millor pel·lícula en els festivals de cinema de San Juan de Puerto Rico, Denver, Santa Cruz i Eslovàquia. Amb el documental Polizones en Nueva Colonia (1991) va obtenir el Premi Simón Bolívar de Periodisme, en la categoria de televisió.
La seva següent pel·lícula Sumas y restas (2001-2004), va obtenir el premi Garsa d'Or a la millor pel·lícula, i el premi a millor actor del IX Festival de Cinema Llatí de Miami; al Festival de Cinema de Cartagena va obtenir els premis a Millor Director, Millor Pel·lícula i Millor Actor de Repartiment (Fabio Restrepo), i el Premi de l'Acadèmia Mexicana d'Arts i Ciències Cinematogràfiques (Ariel) a la Millor Pel·lícula Iberoamericana; al Festival de Cinema Llatinoamericà de Tolosa va guanyar el Gran Premi a la millor pel·lícula sud-americana i el Gran Premi al millor actor.

## Filmografia
Les seves pel·lícules es destaquen per tractar problemàtiques socials de la seva ciutat natal, basant-se a construir les històries a partir de relats de persones que han viscut de primera mà els esdeveniments i ocupant aquestes persones com a actors de les seves pel·lícules, denominats actors naturals. Actualment es coneixen tres projectes que estaria preparant Gaviria La muchacha del ascensor que tracta sobre la història real d'un assassinat ocorregut el 1968 a Medellín; la història de Jacinto Cruz Usma, més conegut com Sangrenegra, un bandoler que va viure durant l'època de La Violència a Colòmbia en els anys 1960 i que es va fer famós per beure la sang de les seves víctimes; i Latinos, pel·lícula inspirada en personatges i històries reals d'immigrants colombians i llatinoamericans a Espanya.
El març de 2009 Gaviria va ser homenatjat al Festival Internacional de Cinema de Guadalajara per la seva trajectòria.

### Llargmetratges
- La mujer del animal (2017)
- Sumas y restas (2005) (selecció Oficial de Sant Sebastià) i guardonada amb 11 premis internacionals.
- La vendedora de rosas (1998) (selecció Oficial de Canes).
- Rodrigo D: No futuro (1990) (selecció Oficial de Canes).

### En preproducció
Alguns dels projectes en els quals el cineasta ha estat involucrat però que no han arribat a concretar-se inclouen:
- Latinos (Premi TVE en el Fòrum de Coproducció de Guadalajara al març de 2008 amb 250.000 euros)
- La muchacha del ascensor (secundada pel fons Programa Ibermedia en 2005 amb 11 mil dòlars)
- Sangrenegra

### Curtmetratges i documentals
- Simón el Mago (1992)
- Los polizones de la nueva colonia (1991) (Premi Simón Bolívar).
- Los músicos (1986)
- Que pase el Aserrador (1985)
- Los habitantes de la noche (1983) (Premi Focine)
- Buscando tréboles (1979)
- La Vieja Guardia(????)

## Cròniques i poemes
- Con los que viajo sueño (Premi Eduardo Cote Lamus, 1978)
- La luna y la ducha fría (Premi Nacional de Poesia de la Universitat d'Antioquia, 1981)
- El pulso del cartógrafo (1987)
- El rey de los espantos (1992)
- El pelaíto que no duró nada (1992)
- El rey de los espantos (1993)
- El Tío Miguel (1998)